# Rio Frăsinelu
O Rio Frăsinelu é um rio da Romênia, afluente do Crivadia, localizado no distrito de Hunedoara.